# Fuerte del Rey
Fuerte del Rey és un municipi situat en l'Àrea Metropolitana de Jaén (província de Jaén, a tan sols 15 km al nord-oest de la capital, Jaén. Està situat a 432 msnm i posseeix 34,43 km². Té 1.267 habitants (INE, 2006).